# Karen L. Nyberg
Karen Lujean Nyberg, född 7 oktober 1969 i Parkers Prairie, Minnesota, är en amerikansk astronaut uttagen i astronautgrupp 18 den 27 juli 2000.
Hon är gift med astronauten Doug Hurley, de har en son tillsammans.

## Rymdfärder
- Discovery - STS-124
- Expedition 36 / Expedition 37 / Sojuz TMA-09M